# Distretto di Churachandpur
Il distretto di Churachandpur è un distretto dello stato del Manipur, in India. Il suo capoluogo è Churachandpur.